# Antonis Parayios
Antonis Parayios (en griego: Αντώνης Παραγυιός; Karpathos, Grecia; 15 de agosto de 1929-Atenas, 28 de noviembre de 2023) fue un futbolista griego que jugó en la posición de defensa.

## Carrera

### Club
Jugó toda su carrera con el AEK Atenas FC de 1948 a 1957, equipo con el que ganó la Copa de Grecia en tres ocasiones y la liga de Atenas en 1950. Jugó en 125 partidos oficiales con el club, pero una seria lesión de rodilla lo obligó a retirarse en 1957 apenas a los 28 años.

### Selección nacional
Debutó con Grecia el 13 de diciembre de 1950 en una derrota por 0-1 ante Francia en el Leoforos Alexandras Stadium. Su segundo y último partido con la selección nacional fue el 14 de octubre de 1951 en una derrota por 0-1 ante Francia en el Stade Vélodrome en un partido amistoso.

## Tras el retiro
Parayios se casaría con Kyriaki, originaria de Asia Menor. Fue uno de los 23 futbolistas veteranos del AEK a los que se les rindió homenaje en la inauguración del Agia Sophia Stadium. Falleció en la mañana del 28 de noviembre de 2023 a los 94. Antes de su muerte era el futbolista vivo más viejo que haya jugado para el AEK Athens.

## Logros
- Copa de Grecia (3): 1948/49, 1949/50, 1955/56
- Liga de Atenas (1): 1950